# Demetrio Albertini
Demetrio Albertini (23. srpen 1971, Besana in Brianza, Itálie) je bývalý italský fotbalový záložník a reprezentant. Již od mládí hrál za klub AC Milán, kde za 14 sezon získal 14 trofejí – pět titulů v lize, tři domácí superpoháry, dvě vítězství v Lize mistrů i triumf v Superpoháru UEFA a jeden v Interkontinentálním poháru. Konec kariéry strávil v Barceloně, kde získal titul španělského mistra.
Byl důležitým členem národního týmu na MS 1994 i MS 1998 a také na ME 1996 i ME 2000.
Od 30. ledna 2019 je prezidentem technického sektoru FIGC.

## Klubová kariéra

### Milán
Vyrůstal ve Villa Raverio, pár kilometrů od města Milán. Tady udělal své první kroky ve fotbale. Poté přestoupil do mládežnického sektoru AC Milán, s nímž zůstal po většinu své sportovní kariéry. První utkání za Rossoneri odehrál v 17 letech 15. ledna 1989 proti Comě (4:0).
Na začátku sezóny 1990/91 byl 19letý hráč zapůjčen do Padovy, která hrála druhou ligu. Nastoupil do 28 zápasů a vstřelil 5 branek. Na konci tohoto fotbalového roku byl záložník oceněn cenou pro nejlepšího nováčka.
V AC Milán se stal základním hráčem trenéra Capella. Sezonu 1991/92 klub vyhrál titul bez porážky a Demetrio byl jeden z nejdůležitějších hráčů.
Od sezony 1992/93 začal hrát i v LM. První branku vstřelil hned v prvním utkání 16. září proti NK Olimpija Lublaň (4:0). Pomohl klubu se dostat až do finále, kde podlehli Olympique de Marseille (0:1).. Vítězství v LM slavil příští sezoně, když zvítězili ve finále nad Barcelonu (4:0).
Až do roku 2002 patřil k základním členům sestavy klubu. Pak jej trenér Ancelotti rozhodl nahradil mladším Pirlem. Poté se rozhodl klub opustit a přijal místo ve španělském klubu Atlético Madrid. I když odešel na hostování, už nikdy soutěžní utkání za Rossoneri nenastoupil. Odehrál celkem 408 utkání, což jej řadí na 11. místo v historii klubu a vstřelil v nich 28 branek.

### Atlético, Lazio, Atalanta, Barcelona
Za španělský klub Atlético Madrid odehrál za jednu sezonu celkem 30 utkání a pomohl klubu se zachránit v lize. Po návratu do Itálie se dozvěděl o hráčské výměně do Lazia za Pancara. Opět tady odehrál jednu sezonu a na konci sezony slavil vítězství v domácím poháru. Na novou sezonu se připravoval s klubem Atalanta BC. Tady vydržel do ledna 2005. Poté odešel do Barcelony, kde pak oslavoval vítězství v lize.
Po ukončení sezony už nenašel žádné angažmá a tak 5. prosince 2005 ve věku 34 let oznámil svůj fotbalový konec. Rozlučkový zápas se konal 15. března 2006 mezi kluby AC Milán a FC Barcelona.

## Po fotbalové kariéře
Dne 18. května 2006, po korupčním skandálu, která vedla k rezignaci Carrara z předsednictví federace, byl Demetrio jmenován zástupcem komisaře federace. Dne 19. září téhož roku rezignoval. V roce 2007 byl jmenován místopředsedou federace pod vedením Abeteho a v roce 2013 byl zvolen znovu.
Dne 27. července 2014 byl v nominaci na předsedu federace, ale nakonec 11. srpna prohrál kontroverzním způsobem nad Tavecchiem, přestože měl podporu A.I.C. (Italská asociace fotbalistů).
Dne 1. dubna 2015 po bankrotu klubu Parmy byl jmenován do představenstva klubu jako poradce.

## Hráčská statistika
| Sezóna  | Klub            | Liga             | Liga   | Liga | Ligové poháry | Ligové poháry | Ligové poháry | Kontinentální poháry | Kontinentální poháry | Kontinentální poháry | Celkem | Celkem |
| Sezóna  | Klub            | Soutěž           | Zápasy | Góly | Soutěž        | Zápasy        | Góly          | Soutěž               | Zápasy               | Góly                 | Zápasy | Góly   |
| ------- | --------------- | ---------------- | ------ | ---- | ------------- | ------------- | ------------- | -------------------- | -------------------- | -------------------- | ------ | ------ |
| 1988/89 | Milán           | Serie A          | 1      | 0    | IP+IS         | 0+0           | 0             | PMEZ                 | 0                    | 0                    | 1      | 0      |
| 1989/90 | Milán           | Serie A          | 1      | 0    | IP            | 0             | 0             | PMEZ+ES+IP           | 0+0+0                | 0                    | 1      | 0      |
| 1990    | Milán           | Serie A          | 0      | 0    | IP            | 2             | 0             | -                    | 0                    | 0                    | 2      | 0      |
| 1990/91 | Padova          | Serie B          | 28     | 5    | -             | 0             | 0             | -                    | 0                    | 0                    | 28     | 5      |
| 1991/92 | Milán           | Serie A          | 28     | 3    | IP            | 5             | 0             | -                    | 0                    | 0                    | 33     | 3      |
| 1992/93 | Milán           | Serie A          | 29     | 2    | IP+IS         | 6+1           | 0             | LM                   | 7                    | 1                    | 43     | 3      |
| 1993/94 | Milán           | Serie A          | 26     | 3    | IP+IS         | 0+1           | 0             | LM+ES+IP             | 11+2+1               | 1+0+0                | 41     | 4      |
| 1994/95 | Milán           | Serie A          | 30     | 2    | IP+IS         | 4+1           | 0             | LM+ES+IP             | 9+2+1                | 0                    | 47     | 2      |
| 1995/96 | Milán           | Serie A          | 30     | 0    | IP            | 3             | 0             | UEFA                 | 5                    | 0                    | 38     | 0      |
| 1996/97 | Milán           | Serie A          | 29     | 8    | IP+IS         | 2+1           | 0             | LM                   | 5                    | 1                    | 37     | 9      |
| 1997/98 | Milán           | Serie A          | 28     | 0    | IP            | 9             | 2             | -                    | 0                    | 0                    | 37     | 2      |
| 1998/99 | Milán           | Serie A          | 29     | 2    | IP            | 3             | 0             | -                    | 0                    | 0                    | 32     | 2      |
| 1999/00 | Milán           | Serie A          | 26     | 1    | IP+IS         | 1+1           | 0             | LM                   | 5                    | 0                    | 33     | 1      |
| 2000/01 | Milán           | Serie A          | 12     | 0    | IP            | 2             | 0             | LM                   | 11                   | 2                    | 25     | 2      |
| 2001/02 | Milán           | Serie A          | 24     | 0    | IP            | 4             | 0             | UEFA                 | 8                    | 0                    | 36     | 0      |
| 2002/03 | Atlético Madrid | Primera División | 28     | 2    | ŠP            | 2             | 1             | -                    | 0                    | 0                    | 30     | 3      |
| 2003/04 | Lazio           | Serie A          | 23     | 2    | IP            | 4             | 0             | LM                   | 8                    | 0                    | 35     | 2      |
| 2004/05 | Atalanta        | Serie A          | 14     | 1    | IP            | 2             | 1             | -                    | 0                    | 0                    | 16     | 2      |
| 2005    | Barcelona       | Primera División | 5      | 0    | -             | 0             | 0             | LM                   | 1                    | 0                    | 6      | 0      |
| Celkově | Celkově         | Celkově          | 391    | 31   | -             | 54            | 4             | -                    | 76                   | 5                    | 521    | 40     |

## Reprezentační kariéra
Do národního týmu dospělých byl poprvé povolán 21. prosince 1991 ve věku 20 let na utkání proti Kypru (2:0).
Dostal se do nominace na MS 1994 konané ve Spojených státech. Byl nedílnou součástí týmu, který se dostal do finále, kde podlehli Brazílii až na penalty.
První branku vstřelil do Estonské brány (2:0) 25. března 1995. Utkání konané 29. května 1996 proti Belgii (2:2), vedl poprvé jako kapitán. Další turnaj ME 1996 se Itálii nepovedl a po třech utkání nepřešli přes základní skupinu. Zúčastnil se i MS 1998, které se konalo ve Francii. Kde ale prohráli ve čtvrtfinále s domácí Francii na penalty.
Nový trenér pro ME 2000 je zvolen Dino Zoff. I tento trenér na něj sázel. Na turnaji odehrál kromě jediného všechny zápasy včetně finálového proti Francii (1:2) které skončilo díky vstřelení zlatého gólu. Mohl ještě odcestovat na MS 2002, jenže zranění Achillovy šlachy několik měsíců před začátkem akce mu zabránilo v účasti. Poslední utkání odehrál 27. března 2002 proti Anglii (2:1) kde nastoupil na posledních 37 minut utkání. Celkem odehrál 79 utkání a vstřelil 3 branky.

### Statistika na velkých turnajích
| Reprezentace | Rok     | Zápasy             | Zápasy | Zápasy     | Zápasy           | Zápasy           | Zápasy            |
| Reprezentace | Rok     | Fáze turnaje       | Datum  | Soupeř     | Odehraných minut | Vstřelené branky | Výsledek          |
| ------------ | ------- | ------------------ | ------ | ---------- | ---------------- | ---------------- | ----------------- |
| Itálie       | MS 1994 | 1 zápas ve skupině | 18. 6. | Irsko      | 90               | 0                | 0:1               |
| Itálie       | MS 1994 | 2 zápas ve skupině | 23. 6. | Norsko     | 90               | 0                | 1:0               |
| Itálie       | MS 1994 | 3 zápas ve skupině | 28. 6. | Mexiko     | 90               | 0                | 1:1               |
| Itálie       | MS 1994 | Osmifinále         | 5. 7.  | Nigérie    | 120              | 0                | 2:1 v prodl.      |
| Itálie       | MS 1994 | Čtvrtfinále        | 9. 7.  | Španělsko  | 45               | 0                | 2:1               |
| Itálie       | MS 1994 | Semifinále         | 13. 7. | Bulharsko  | 90               | 0                | 2:1               |
| Itálie       | MS 1994 | Finále             | 17. 7. | Brazílie   | 120              | 0                | 0:0 (2:3) na pen. |
| Itálie       | ME 1996 | 1 zápas ve skupině | 11. 6. | Rusko      | 90               | 0                | 2:1               |
| Itálie       | ME 1996 | 2 zápas ve skupině | 14. 6. | Česko      | 90               | 0                | 1:2               |
| Itálie       | ME 1996 | 3 zápas ve skupině | 19. 6. | Německo    | 90               | 0                | 0:0               |
| Itálie       | MS 1998 | 1 zápas ve skupině | 11. 6. | Chile      | 90               | 0                | 2:2               |
| Itálie       | MS 1998 | 2 zápas ve skupině | 17. 6. | Kamerun    | 62               | 0                | 3:0               |
| Itálie       | MS 1998 | Osmifinále         | 27. 6. | Norsko     | 73               | 0                | 1:0               |
| Itálie       | MS 1998 | Čtvrtfinále        | 3. 7.  | Francie    | 68               | 0                | 0:0 (3:4) na pen. |
| Itálie       | ME 2000 | 1 zápas ve skupině | 11. 6. | Turecko    | 90               | 0                | 2:1               |
| Itálie       | ME 2000 | 2 zápas ve skupině | 14. 6. | Belgie     | 90               | 0                | 2:0               |
| Itálie       | ME 2000 | Čtvrtfinále        | 24. 6. | Rumunsko   | 90               | 0                | 2:0               |
| Itálie       | ME 2000 | Semifinále         | 29. 6. | Nizozemsko | 120              | 0                | 0:0 (3:1) na pen. |
| Itálie       | ME 2000 | Finále             | 2. 7.  | Francie    | 103              | 0                | 1:2 v (prodl.)    |

### Reprezentační góly
| Gól | Datum       | Stadion                 | Soupeř     | Skóre (min.) | Výsledek | Soutěž                 |
| --- | ----------- | ----------------------- | ---------- | ------------ | -------- | ---------------------- |
| 010 | 25. 3. 1995 | Stadio Arechi, Salerno, | Estonko    | 02:0 0(58.)  | 4:1      | kvalifikace na ME 1996 |
| 02  | 8. 10. 1995 | Stadion Poljud, Split,  | Chorvatsko | 01:0 0(29.)  | 1:1      | kvalifikace na ME 1996 |
| 03  | 8. 6. 1997  | Groupama Stadium, Lyon, | Brazílie   | 02:0 0(23.)  | 3:3      | přátelský zápas        |

## Úspěchy

### Klubové
- 5× vítěz italské ligy (1991/92, 1992/93, 1993/94, 1995/96, 1998/99)
- 1× vítěz španělské ligy (2004/05)
- 1× vítěz italského poháru (2003/04)
- 3× vítěz italského superpoháru (1992, 1993, 1994)
- 2× vítěz Ligy mistrů (1988/89, 1993/94)
- 2x vítěz evropského superpoháru (1989, 1994)
- 1× vítěz Interkontinentální pohár (1989)

### Reprezentační
- 2× na MS (1994 – stříbro, 1998)
- 2× na ME (1996, 2000 – stříbro)
- 1× na ME 21 (1992 – zlato)
- 1× na OH (1992)

### Vyznamenání
Řád zásluh o Italskou republiku (12. 7. 2000) z podnětu Prezidenta Itálie 
 Řád zásluh o Italskou republiku (12. 12. 2006) z podnětu Prezidenta Itálie 